# Elwood Curtin Zimmerman
Elwood Curtin Zimmerman AM (* 8. Dezember 1912 in Spokane, Washington; † 18. Juni 2004 in Tura Beach, New South Wales) war ein US-amerikanischer Entomologe. Sein Hauptforschungsfeld war die Insektenfauna der Hawaii-Inseln, Australiens sowie von Fidschi und Samoa.

## Biografie
1934 nahm Zimmerman an einer Expedition nach Französisch-Polynesien teil. Nach einem Biologiestudium erlangte er 1936 an der University of California, Berkeley seinen Bachelor of Science. Zwischen 1936 und 1937 sowie zwischen 1940 und 1941 arbeitete er als Lecturer an der University of Hawaiʻi at Mānoa. Zwischen 1936 und 1945 war er Entomologe am Bernice P. Bishop Museum in Honolulu, für das er 1938 und 1940 Sammelexpeditionen auf die Fidschi-Inseln und nach Samoa unternahm. Von 1946 bis 1950 war er Kurator für Entomologe am Bernice P. Bishop Museum. 1948 erschienen die ersten fünf Bände von Insects of Hawaii, das zu den umfangreichsten Standardwerken über die hawaiische Insektenfauna zählt. Für das Werk gewann er den Preis für den besten hawaiischen Autoren des Jahres. 1951 wurde er zum Fellow der American Association for the Advancement of Science gewählt.
Von 1951 bis 1961 war er wissenschaftlicher Mitarbeiter am Bernice P. Bishop Museum. 1956 erlangte er an der University of London den Ph. D. Zwischen 1957 und 1958 veröffentlichte er die Bände sechs bis acht von Incects of Hawaii. Von 1961 bis 1973 arbeitete er erneut als Entomologe für das Bernice P. Bishop Museum. 1973 war er Senior Research Fellow an der Abteilung für Entomologie in der CSIRO in Australien. 1980 wurde er an der University of London zum Doctor of Science promoviert. 1983 wurde er mit der Karl-Jordan-Medaille ausgezeichnet. Zwischen 1991 und 1994 erschien sein sechsbändiges Werk Australian Weevils, in dem er erstmals mehrere australische Käferarten beschrieb, die der Wissenschaft bis dato unbekannt waren. 1998 wurde er für seine Verdienste um die Insektenkunde, insbesondere durch wissenschaftliche Forschungen in Australien und der pazifischen Region sowie die philanthropische Unterstützung dieser Forschungen zum Member des Order of Australia ernannt.
Zimmerman schrieb über 200 wissenschaftliche Artikel, darunter die Erstbeschreibungen von Gattungen wie Apagobelus, Dryotribodes, Arhinobelus und Carodes.
2020 veröffentlichte Rolf Oberprieler das von Zimmerman begonnene Werk Australian Weevils: Vol. IV, das 2021 mit dem Whitley Award der Royal Zoological Society of New South Wales ausgezeichnet wurde.

## Dedikationsnamen
Nach Zimmerman sind Arten wie Aeletes zimmermani, Zorotypus zimmermani, Apsilochorema zimmermani und Cerapachys zimmermani benannt.